# Долина предков
«Долина предков» (кирг. Өрүкзардагы баян) — советский художественный фильм, снятый режиссёром Кадыржаном Кыдыралиевым в 1989 году на студии Киргизфильм. Другое название фильма «В поисках невесты».

## Сюжет
Фильм о маленькой общине, обитающей в высокогорном селе (аул), которое когда-то в силу определённых обстоятельств — обезлюдело. Старики и отслуживший армию парень, пытаются сохранить безлюдное село. Они ратуют за возвращение туда людей. Ведь сельская жизнь может сама по себе быть прекрасной и, даже полноценной альтернативой — городской.

## В ролях
- Даркуль Куюкова — Сайкал-апа
- Расул Укачин — Сакы (дублировал Александр Галибин)
- Мухтар Бахтыгереев — Чоро
- Бакирдин Алиев — Жунус
- Джамал Сейдакматова — Зуура
- Дана Каирбекова — Райхан
- Орозбек Кутманалиев — Батыр
- Акжолтой Кочкорбаева — Сайра
- Алтынай Рысмендеева — Алтынай

## Над фильмом работали
- Режиссёр-постановщик: Кадыржан Кыдыралиев.
- Автор сценария: Мурза Гапаров.
- Оператор-постановщик: Хасанбек Кыдыралиев.
- Композитор: Виктор Кисин.
- Художник: Алексей Макаров.
- Звукооператор: Алиакпер Гасан-Заде.
- Режиссер: Темир Дюшекеев.
- Оператор: Т.Токталиев.
- Художник по костюмам: Т.Касымов.
- Художник по гриму: Т.Акманова.
- Монтажеры: Т.Липартий, Марина Устемирова.
- Мастер по свету: Дамир Акманов.
- Редактор: Рудольф Чмонин.
- Директор фильма: Саин Габдуллин.
- Административный персонал: Н.Некрасова, З.Борубаев.
- Ассистенты режиссёра: А.Маликов, А.Шергалиева.

## Источник
Национальная энциклопедия «Кыргызстан» (кирг. «Кыргызстан» улуттук энциклопедиясы). Гл.редактор Асанов У. А. К97. Б.: Центр государственного языка и энциклопедии, 2012.